# ژرژ بابایان
ژرژ بابایان (ارمنی: Ժորժ Բաբայան؛ زادهٔ ۱۹۲۹ - درگذشته ۱۶ ژوئیهٔ ۱۹۸۶) یک شاعر اهل ارمنستان بود.

## زندگی‌نامه
وی در ۱۹۲۹ در تفلیس به دنیا آمد ۱۹۳۱ به تبریز نقل مکان نمود. تحصیلات ابتدایی را در مدرسه هایکازیان-تاماریان فراگرفت. در ۱۹۴۳ تحصیل در گیمنازیای روسی تبریز شروع کرد و در ۱۹۴۶ از آنجا فارغ‌التحصیل شد وی عضو اتحادیه نویسندگان ارمنی ایران بود.  وی در ۱۶ ژوئیهٔ ۱۹۸۶ در سن ۵۷ سالگی درگذشت.